# Eileen Desmond
Eileen Desmond z domu Harrington (ur. 29 grudnia 1932 w Kinsale, zm. 6 stycznia 2005 w Corku) – irlandzka działaczka polityczna, deputowana krajowa, senator, posłanka do Parlamentu Europejskiego I kadencji, w latach 1981–1982 minister.

## Życiorys
Kształciła się w Convent of Mercy w Kinsale. Pracowała jako urzędniczka w departamencie poczt i telegrafów. Zaangażowała się w działalność polityczną w ramach Partii Pracy. W 1965 została wybrana na deputowaną do Dáil Éireann w wyborach uzupełniających rozpisanych po śmierci jej męża Dana Desmonda. Utrzymała także mandat poselski w wyborach w 1966, nie uzyskała jednak reelekcji w 1969. W tym samym roku weszła w skład Seanad Éireann z ramienia panelu przemysłowego. W 1973 powróciła do niższej izby Oireachtas, była do niej wybierana także w 1977, 1981, lutym 1982 i listopadzie 1982.
W latach 1979–1981 sprawowała też mandat deputowanej do Parlamentu Europejskiego I kadencji. Od czerwca 1981 do marca 1982 pełniła funkcje ministra zdrowia oraz ministra spraw społecznych w rządzie Garreta FitzGeralda. Nie ubiegała się o ponowny wybór do Dáil Éireann w 1987. W 1984 i 1989 bezskutecznie kandydowała w wyborach europejskich.

## Życie prywatne
Jej mężem był polityk Dan Desmond; miała dwie córki.